# Index Translationum
L'Index Translationum és una base de dades de traduccions de llibres de la UNESCO.
Els llibres han estat traduïts durant centenars d'anys, però sense un registre central. La Lliga de les Nacions va establir un registre de traduccions l'any 1932. L'any 1946 les Nacions Unides van substituir la Lliga, i la UNESCO va passar a encarregar-se de l'Index. Els registres van ser informatitzats l'any 1979.
L'Index recompta les traduccions d'obres individuals. Així doncs, autors amb molts llibres però amb poques traduccions poden aparèixer a llocs més destacats de la llista.
Com a exemple trobem la Biblia, que és el llibre més traduït a tot el món, però no es troba entre els deu primers llocs de l'Index. L'Index compta com un únic autor l'empresa Walt Disney Company, que fa servir molts escriptors diferents.
Autors amb noms semblants són inclosos com una única entrada, per exemple, la classificació d'"Hergé" inclou l'autor de Tintin (Hergé), però també a B.R. Hergehahn, Elisabeth Herget, i Douglas Hergert. Així doncs, els resultats d'aquesta base de dades requereixen una interpretació en alguns casos.

## Autors més traduïts segons l'Index
Dades del 2011:
- Agatha Christie
- Jules Verne
- William Shakespeare
- Vladímir Lenin
- Enid Blyton
- Barbara Cartland
- Danielle Steel
- Hans Christian Andersen
- Stephen King
- Jacob Grimm